# Ріхард Паник
Ріхард Паник (словац. Richard Pánik; 7 лютого 1991, м. Мартін, ЧССР) — словацький хокеїст, правий нападник. Виступає за «Гвелф Сторм» у Хокейній лізі Онтаріо.
Виступав за «Тржинець», «Гавіржов Пантерс», «Віндзор Спітфаєрс» (ОХЛ), «Бельвілл Буллз» (ОХЛ), «Норфолк Адміралс» (АХЛ).
У складі національної збірної Словаччини провів 12 матчів (1 гол); учасник чемпіонату світу 2010. У складі молодіжної збірної Словаччини учасник чемпіонатів світу 2009, 2010 і 2011. У складі юніорської збірної Словаччини учасник чемпіонатів світу 2007 і 2008.